# کوپا (لوو)
کوپا (لیتوانیایی: Kupa River) رودی است که در لیتوانی جریان دارد.